# Farida Jalal
Farida Tabrez Barnavar Jalal (Nuova Delhi, 14 marzo 1949) è un'attrice indiana.

## Carriera
Farida Jalal inizia la propria carriera durante gli anni sessanta, quando vinse il concorso United Film Producers Talent Hunt sponsorizzato da Filmfare. Normalmente interpreta il ruolo della sorella o della fidanzata respinta del protagonista maschile, ma quasi mai il ruolo della protagonista femminile. Uno dei suoi ruoli più celebri è quello della ragazza ritardata innamorata del personaggio interpretato da Rishi Kapoor, in Bobby. Durante gli anni ottanta, i suoi ruoli sono progrediti in quelli di madre o zia del protagonista.
Ha recitato per oltre quaranta anni, prendendosi una pausa fra il 1983 ed il 1990, quando si è trasferita a Bangalore.
Durante gli anni novanta, Jalal ha recitato in molti film di grande successo in India, fra cui Raja Hindustani, Kuch Kuch Hota Hai, Dil To Pagal Hai, Kaho Naa... Pyaar Hai, Kabhi Khushi Kabhie Gham e Dilwale Dulhania Le Jayenge, per il quale ha vinto un Filmfare Award come "miglior attrice non protagonista". ha inoltre recitato in varie serie televisive, come Dekh Bahi Dekh o Shararat (Thoda Jadu, Thodi Nazaakat), o soap opera come Balika Vadhu.
Nel 2005 ha condotto la cinquantesima cerimonia per la consegna dei Filmfare Awards insieme a Saif Ali Khan e Sonali Bendre.

## Filmografia parziale
- Chaudhvin Ka Chand (1960)
- Paras (1972)
- Bobby (1973)
- Henna (1991)
- Bekhudi (1992)
- Gardish (1993)
- Mammo (1995)
- Dilwale Dulhania Le Jayenge (1995)
- Raja Hindustani (1996)
- Dil To Pagal Hai (1997)
- Kuch Kuch Hota Hai (1998)
- Dil Kya Kare (1999)
- Kya Kehna (2000)
- Kaho Naa... Pyaar Hai (2000)
- Chori Chori Chupke Chupke (2001)
- La Famille indienne (2001)
- Zubeidaa (2001)
- Kabhi Khushi Kabhie Gham (2001)